# Бюлдер, Яп
Якоб Эйссе (Яп) Бюлдер (нидерл. Jacob Eisse "Jaap" Bulder; 27 сентября 1896, Гронинген — 30 апреля 1979, Лейдердорп, Южная Голландия) — нидерландский футболист, нападающий. В период с 1910 по 1924 год выступал за клуб из Гронингена «Бе Квик 1887», забил за команду свыше 300 голов. Является лучшим бомбардиром в истории «Бе Квика».
В составе национальной сборной Нидерландов провёл шесть матчей, в них отметился шестью голами. Бронзовый призёр летних Олимпийских игр 1920 года. В сборной дебютировал 29 августа 1920 года в матче против команды Люксембурга, завершившемся победой нидерландцев со счётом 3:0. Последнюю игру за сборную он провёл 2 апреля 1923 года против Франции.
Младший брат Япа Эверт Бюлдер тоже был футболистом, он провёл за сборную одну игру на Олимпийских играх, однако ему не удалось сыграть вместе с братом.

## Статистика

### Матчи Бюлдера за сборную Нидерландов
| Матчи Бюлдера за сборную Нидерландов | Матчи Бюлдера за сборную Нидерландов | Матчи Бюлдера за сборную Нидерландов | Матчи Бюлдера за сборную Нидерландов | Матчи Бюлдера за сборную Нидерландов | Матчи Бюлдера за сборную Нидерландов |
| ------------------------------------ | ------------------------------------ | ------------------------------------ | ------------------------------------ | ------------------------------------ | ------------------------------------ |
| №                                    | Дата                                 | Соперник                             | Счёт                                 | Голы Бюлдера                         | Соревнование                         |
| 1                                    | 28 августа 1920                      | Люксембург                           | 3:0                                  | 1                                    | Олимпийские игры 1920                |
| 2                                    | 29 августа 1920                      | Швеция                               | 5:4                                  | 2                                    | Олимпийские игры 1920                |
| 3                                    | 31 августа 1920                      | Бельгия                              | 0:3                                  | —                                    | Олимпийские игры 1920                |
| 4                                    | 17 апреля 1922                       | Дания                                | 2:0                                  | —                                    | Товарищеский матч                    |
| 5                                    | 7 мая 1922                           | Бельгия                              | 1:2                                  | 1                                    | Кубок Rotterdamsch Nieuwsblad 1922   |
| 6                                    | 2 апреля 1923                        | Франция                              | 8:1                                  | 2                                    | Товарищеский матч                    |

Итого: 6 матчей / 6 голов; 4 победы, 0 ничьих, 2 поражения.